# Unutarnje carstvo (2006.)
Unutarnje carstvo (eng. Inland Empire) je američki mistični film iz 2006. godine kojeg je napisao i režirao David Lynch. To je bio njegov prvi dugometražni film nakon Mulholland Drivea iz 2001. godine. Svoju premijeru imao je na filmskom festivalu u Veneciji 6. rujna 2006. godine. Dvije i pol godine bile su potrebne da se film završi, a ujedno je i prvi kojeg je Lynch u cijelosti snimio digitalnom video kamerom. Film je ko-produkcija Francuske, Poljske i SAD-a.
Glavne uloge ostvarili su neki od glumaca s kojima je Lynch već radio na nekoliko projekata kao što su Laura Dern, Justin Theroux, Harry Dean Stanton i Grace Zabriskie. Pored njih u filmu se pojavljuju i Jeremy Irons te Diane Ladd, a Nastassja Kinski, William H. Macy, Laura Harring, Terry Crews, Mary Steenburgen i Ben Harper glume u svega par scena. Glasove za likove Rabbits posudili su Laura Harring, Naomi Watts i Scott Coffey. 
Film je postavljen na drugo mjesto najboljih filmova 2007. godine (izjednačen s još dva) od strane Cahiers du cinéma. Također se nalazi na listi Sight & Sounda "30 najboljih filmova 2000-tih godina" te na listi "10 najpodcijenjenijih filmova desetljeća" The Guardiana.

## Glumačka postava
- Laura Dern - Nikki Grace / Sue Blue
- Justin Theroux - Devon Berk / Billy Side
- Jeremy Irons - Kingsley Stewart
- Harry Dean Stanton - Freddie Howard
- Julia Ormond - Doris Side
- Grace Zabriskie - Posjetitelj #1
- Mary Steenburgen - Posjetitelj #2
- Karolina Gruszka - Izgubljena djevojka
- Krzysztof Majchrzak - Fantom
- Ian Abercrombie - Henry Butler
- Terry Crews - Uličar
- Laura Harring (glas) - Jane Rabbit
- Scott Coffey (glas) - Jack Rabbit
- Naomi Watts (glas) - Suzie Rabbit

## Razvoj projekta

### Produkcija
Lynch je snimao film bez završenog scenarija. Umjesto toga, svakog je dana glumcima davao nekoliko stranica svježe napisanih dijaloga. U intervjuu iz 2005. godine opisao je svoje osjećaje prilikom procesa snimanja: "Nikad prije nisam radio na projektu na ovakav način. Nisam siguran kako će na kraju sve ovo završiti... Ovaj film je puno drugačiji zato što nemam scenarij. Pišem ga scenu po scenu i kako snimamo iz dana u dan, nemam pojma gdje će film na kraju završiti. To je rizik, ali imam taj osjećaj da će baš zbog toga što su stvari toliko konfuzne jedna ideja iz jedne prostorije imati određenu karakteristiku i dodirnu točku s drugom idejom iz druge prostorije." Tijekom intervjua na filmskom festivalu u Veneciji, glavna glumica Laura Dern priznala je da ne zna o čemu se u filmu Unutarnje carstvo uopće radi ili koja je njezina uloga u svemu tome, ali se nada da će nakon premijere na festivalu gdje će prvi put pogledati film neke stvari "biti jasnije". Glumac Justin Theroux je također izjavio da "ne bi uopće mogao reći o čemu se radi u filmu, a u ovom trenutku nisam siguran niti da Lynch to može reći. Dern i ja smo na setu u pauzama sjedili i jedno drugo pitali što se zapravo događa."
Većina filma snimljena je u gradu Łódź u Poljskoj s lokalnim glumcima kao što su Karolina Gruszka, Krzysztof Majchrzak, Leon Niemczyk, Piotr Andrzejewski te pripadnici lokalnog cirkusa Cyrk Zalewski. Film se također snimao i u Los Angelesu, a 2006. godine Lynch se vratio u Poljsku kako bi snimio još nekoliko scena. Unutarnje carstvo bio je Lynchov film kojeg je snimio digitalnom video kamerom. Redatelj je izjavio kako više neće snimati normalnom filmskom trakom.
U jednom intervjuu Laura Dern se prisjetila razgovora koje je vodila s jednim od novih filmskih producenata. On ju je upitao da li se Lynch šalio kad je za potrebe snimanja tražio ženu s jednom nogom, majmuna i drvosječu do 15:15 sati. "Da, na setu si filma Davida Lyncha, čovječe", odgovorila je Laura. "Sjedni i uživaj u vožnji." Dern je također naglasila da su do 16:00 sati snimali scene s navedenim ljudima i majmunom. 

### Financiranje i distribucija
Lynch je većinu produkcije financirao vlastitim sredstvima uz produkciju dugogodišnje poslovne partnerice i bivše supruge Mary Sweeney. Film je također djelomično financirala i francuska produkcijska kompanija StudioCanal koja je također producirala i tri prijašnja Lynchova filma. StudioCanal želio je film ugurati na filmski festival u Cannesu 2006. godine, ali on nije bio gotov do tada. Umjesto toga, film je svoju premijeru imao na filmskom festivalu u Veneciji 6. rujna 2006. godine gdje je David Lynch također dobio i nagradu Zlatni lav za životno djelo za "svoj doprinos umjetničkom filmu". U SAD-u film je premijeru imao 8. listopada 2006. godine na filmskom festivalu u New Yorku gdje su obje projekcije bile rasprodane. U ograničenu kino distribuciju Unutarnje carstvo je krenulo 15. prosinca 2006. godine u SAD-u, a distributer je bila specijalistička kompanija 518 Media.
Lynch se nadao da će film distribuirati nezavisnim kanalima, ističući da budući se kompletna filmska industrija mijenja on smatra da bi trebalo započeti i s novim oblikom distribucije. Otkupio je prava na DVD te se dogovorio sa Studio Canalom koji mu je omogućio da sam distribuira film, kroz digitalnu promociju, ali i onu uobičajenu. DVD izdanje filma za Sjeverno-američko tržište objavljeno je 14. kolovoza 2007. godine. Među ostalim posebnim dodacima, izdanje je sadržavalo i 75-minutni dokumentarni film More Things That Happened uz snimke koje objašnjavaju Suein i Smithyjev brak, njezinu neugodnu životnu priču, Fantomov utjecaj na žene i živote prostitutki na Hollywood Boulevardu. 

## Distribucija
Na upit o filmu Unutarnje carstvo Lynch je odgovorio da je to film "o ženi u nevolji, da je misterij i to je sve što ću reći o njemu." Prilikom prezentacije digitalnih projekcija, Lynch je ponekad davao određene tragove u formi citiranja iz Brihadaranyaka Upanishad: "Mi smo poput pauka. Pletemo naš život i onda se po njemu krećemo. Mi smo poput onoga koji snuje snove i onda živi u snu. Ovo je zbilja cijelog univerzuma."
Richard Peña, jedan od zaposlenika filmskog festivala u New Yorku i jedan od prvih ljudi koji je pogledao film, istaknuo je da se radi o "kolekciji nerazjašnjenih komada koji istražuju sve one teme na kojima je Lynch radio godinama", uključujući "Hollywoodsku priču o mladoj glumici koja dobiva ulogu u filmu koji je možda uklet; priču o krijumčarenju žena iz Istočne Europe; i apstraktnu priču o obitelji ljudi sa zečjim glavama koji se nalaze u dnevnom boravku". Njegovom mišljenje o zapletu o "krijumčarenju žena iz Istočne Europe" dolazi iz scene u kojoj jedan muškarac upita drugog na poljskom jeziku prodaje li ženu u prostoriji. 
Stručnjak Delorme ukazuje da je to film o preljubu, ali na način da Lynch "izbjegava kronološko objašnjavanje scena i situacija proizašlih iz tog preljuba" te da ih radije "nadređuje u mnogim scenama koje se razvijaju iz tog preljuba" pa je tako "naracija konstruirana na čudne likove koje zbližava sličan teror".

### Datumi početka distribucije
Film je svoje premijere imao na nekoliko filmskih festivala diljem svijeta, među najpoznatijima one u sklopu filmskih festivala u Veneciji, New Yorku, Solunu, Poljskoj, Iranu, Rotterdamu, San Franciscu, Meksiku, Južnoj Koreji i Turskoj. Kasne 2007. godine film je s kino distribucijom započeo na Islandu, a distributer je bila kompanija "The Greenlight".
U SAD-u film je sa svojom službenom DVD distribucijom krenuo 14. kolovoza 2007. godine, 20. kolovoza u Ujedinjenom Kraljevstvu, 4. listopada u Belgiji i Nizozemskoj, a 6. kolovoza 2008. godine u Australiji.

### Kritike
Film je uglavnom dobio pozitivne ocjene filmske kritike. New York Times klasificirao je Unutarnje carstvo kao "na mahove briljantno" nakon projekcije na filmskom festivalu u Veneciji. Peter Travers, kritičar magazina Rolling Stone, napisao je: "Moj je savjet, kad se suočite s ovom halucinogenom briljantnošću - samo izdržite." New Yorker je bio jedan od rijetkih medija koji su dali negativnu ocjenu filmu, nazivajući ga "oštrim, nijansiranim filmom" koji se "vrlo brzo razvije u samo-parodiju". Jonathan Ross opisao je film kao "djelo genija... Barem mislim." Damon Wise iz Empire magazina dao je filmu pet zvjezdica nazvavši ga "zasljepljujućom i nevjerojatno originalnom zagonetkom", a Jim Emerson (urednik web stranice RogerEbert.com) dao je filmu četiri zvjezdice te istaknuo: "Kad za film Unutarnje carstvo ljudi kažu da je to Lynchov Bulevar sumraka, Lynchova Persona, Lynchov 8 1/2 - totalno su u pravu, ali film također eksplicitno priziva usporedbe sa Isijavanjem redatelja Stanleyja Kubricka, Pierrot le Fou redatelja Jeana-Luca Godarda, Andaluzijski pas redatelja Luisa Bunuela i Salvadora Dalija te ostalima." Međutim, Carina Chocano iz Los Angeles Timesa napisala je da "film, iako počinje obećavajuće, nestaje kroz toliko zečjih rupa (od kojih jedna od njih zbilja i sadržava prave zečeve) te na kraju u potpunosti nestaje".
Laura Dern posebno je hvaljena u glavnoj ulozi, a mnogi kritičari opisali su njezinu performansu kao najbolju ulogu karijere. Lynch je pokušao promovirati što bolje Dernine šanse da bude nominirana u kategoriji glavne ženske uloge na svečanoj dodjeli Oscara 2007. godine, a u kampanji se služio pravom kravom. Ipak, glumica nije bila nominirana.
Na popularnoj internetskoj stranici Rotten Tomates film ima 72% pozitivnih kritika: "Tipična vožnja Davida Lyncha: za obožavatelje redatelja film Unutarnje carstvo bit će zavodljiv i dubok. Svi ostali smatrat će njegov teški nadrealizam neprobavljivim i nepotrebnim."

## Vanjske poveznice
- Unutarnje carstvo u internetskoj bazi filmova IMDb-a
- Unutarnje carstvo na Box Office Mojo
- Unutarnje carstvo na Rotten Tomatoes
- Esej o Unutarnjem carstvu i Davidu Lynchu autora Dennisa Lima u New York Timesu.
- Fotografije i audio zapis s novinarske konferencije na filmskom festivalu u Veneciji
- Mars Distribution's Inland Empire flash site  Arhivirana inačica izvorne stranice od 25. travnja 2012. (Wayback Machine)